# Rodamiento con cercos de alambre

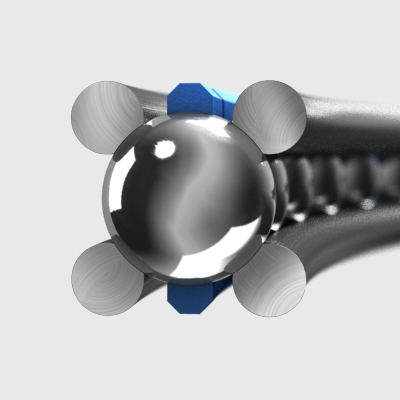
Sección transversal de un rodamiento con cercos de alambre, con los anillos inferior y superior (azul) rectificados

Un rodamiento con cercos de alambre es un tipo de rodamiento en el que las bolas o rodillos corren sobre surcos formados por anillos de alambre. Los rodamientos de rodillos pueden utilizar solo dos cercos, pero los rodamientos de bolas suelen utilizar tres o cuatro cercos. Pueden ser grandes pero livianos, con una sección pequeña y una buena precisión. Los propios cercos de alambre tienen poca estructura por sí mismos y deben estar adecuadamente soportados por la carcasa del cojinete. Como elementos rodantes se utilizan bolas, rodillos o incluso rodillos transversales. Debido a su diseño, estos rodamientos se denominan comúnmente rodamientos de '4 puntos de contacto'.
El primer rodamiento de cercos de alambre fue inventado en 1934 por Erich Franke, cofundador de Franke & Heydrich KG en Aalen, Alemania (hoy en día Franke GmbH). Como joven ingeniero de diseño de Carl-Zeiss-Werke en Jena, Franke tenía la intención de diseñar un rodamiento que ahorrara mucho espacio para un dispositivo óptico. El objetivo de su idea era una relación mucho más estrecha entre el rodamiento y el diseño de su carcasa para mantenerlo lo más compacto y liviano posible.

## Tipos
El tipo más común consta de dos parejas de anillos separados entre sí, una interior y otra exterior. Los tipos que emplean solo tres anillos se pueden usar para aplicaciones especiales capaces de compensar un desplazamiento angular. Hay tipos que forman un rodamiento de bolas en ángulo convergente utilizando dos filas de bolas con dos anillos de carrera cada una. Se puede configurar un tipo especial para cargas principalmente radiales con solo dos cercos de alambre.

## Comparación con los rodamientos de bolas estándar
Su principal ventaja es un diseño que ahorra espacio, con la capacidad de soportar cargas y momentos desde todas las direcciones al mismo tiempo. Debido a que los elementos rodantes corren sobre surcos de alambre, el diseño del cerramiento no está expuesto directamente a las tensiones del proceso de laminación. De esta forma permite utilizar materiales alternativos como aluminio, latón o plástico como carcasa. Otra ventaja es que la resistencia a la rotación y la precarga se pueden ajustar con precisión.
Debido a su diseño específico, también presentan algunas desventajas inherentes, como un mayor tiempo de montaje, porque los anillos deben insertarse con precisión en el diseño de la carcasa para garantizar un funcionamiento impecable.

## Aplicaciones
Los cojinetes de surco de alambre se utilizan en rodamientos lineales de las etapas de microposicionamiento (XY) que se encuentran comúnmente en los microscopios.

## Fabricantes de rodamientos de cercos de alambre
- Rothe Erde Dortmund
- Franke GmbH

## Ejemplos de aplicación
Se suelen utilizar cuando el espacio disponible para instalar el rodamiento es muy reducido, o se desea un diseño ligero:

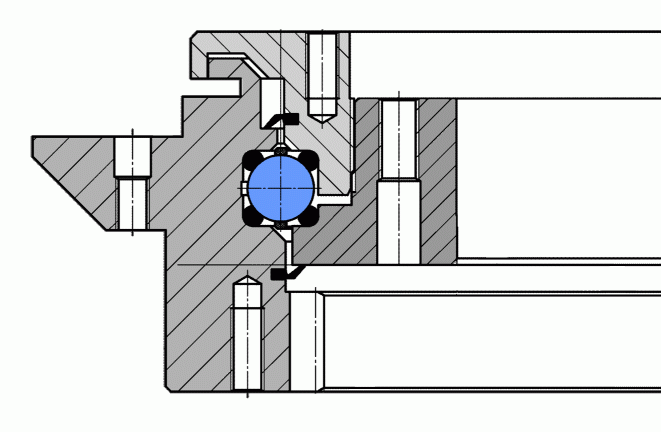
Rodamiento de bolas con 4 alambres, la resistencia a la rotación se puede ajustar con el anillo roscado gris claro.
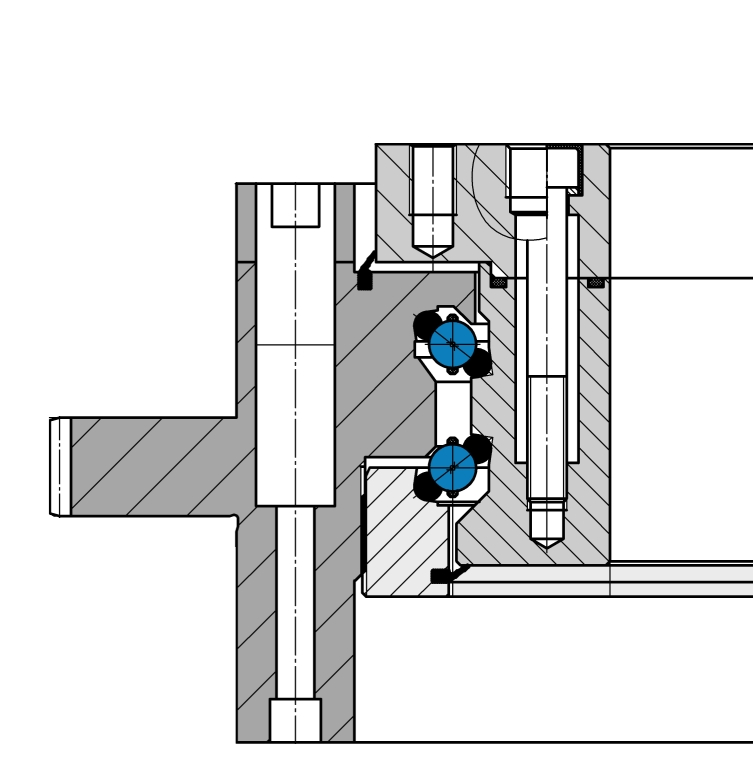
Los rodamientos de bolas de contacto angular se utilizan a menudo en rodamientos de tomografía computarizada.
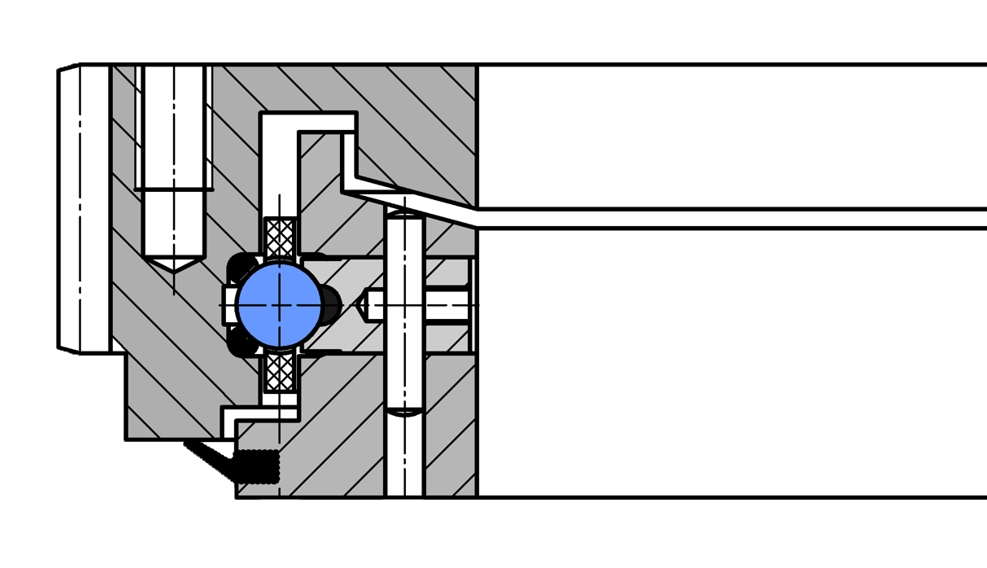
Los rodamientos con tres alambres de guía pueden, por ejemplo, compensar una desalineación angular.
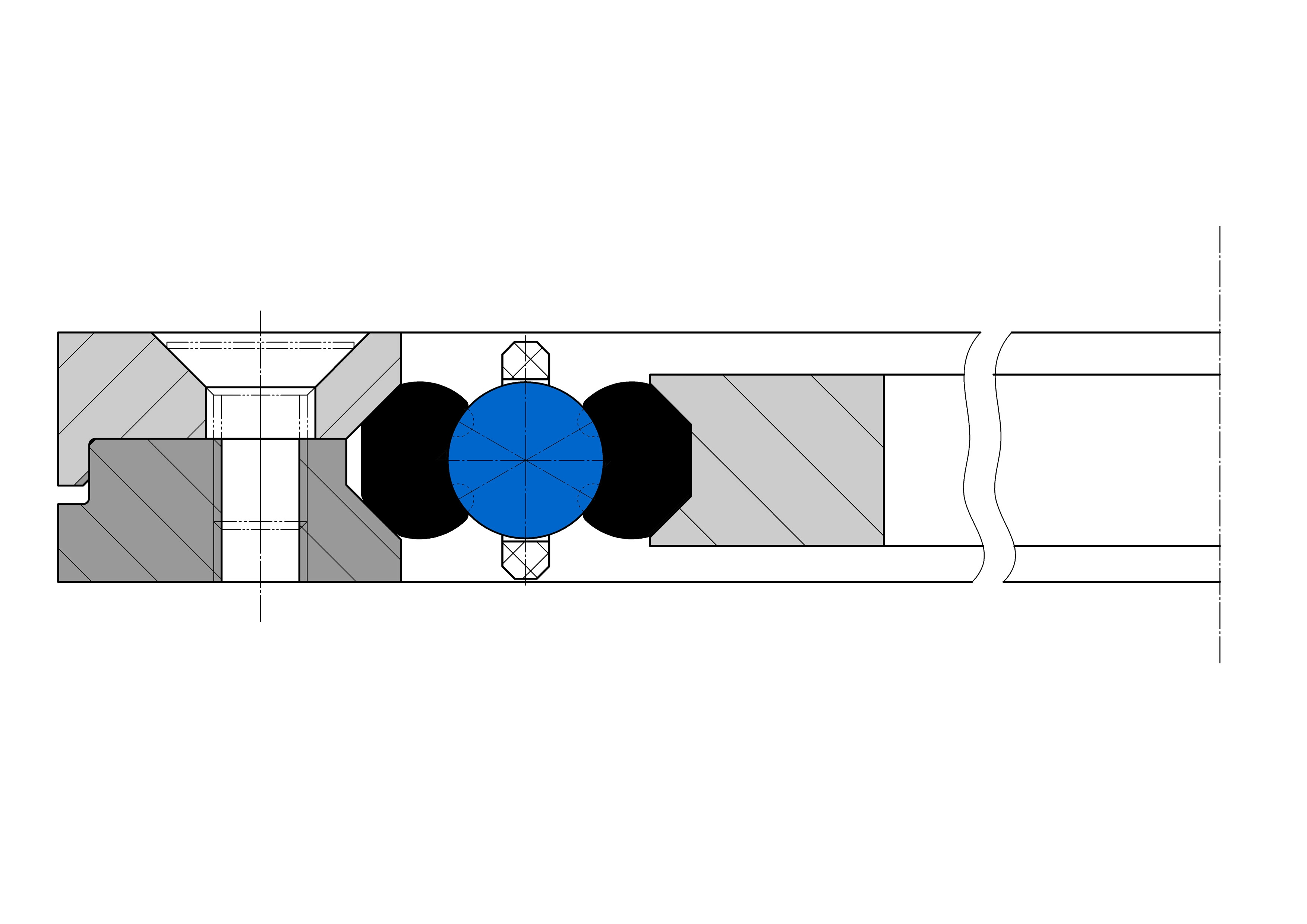
Cojinete de 4 puntos con dos alambres, principalmente para absorber fuerzas radiales.
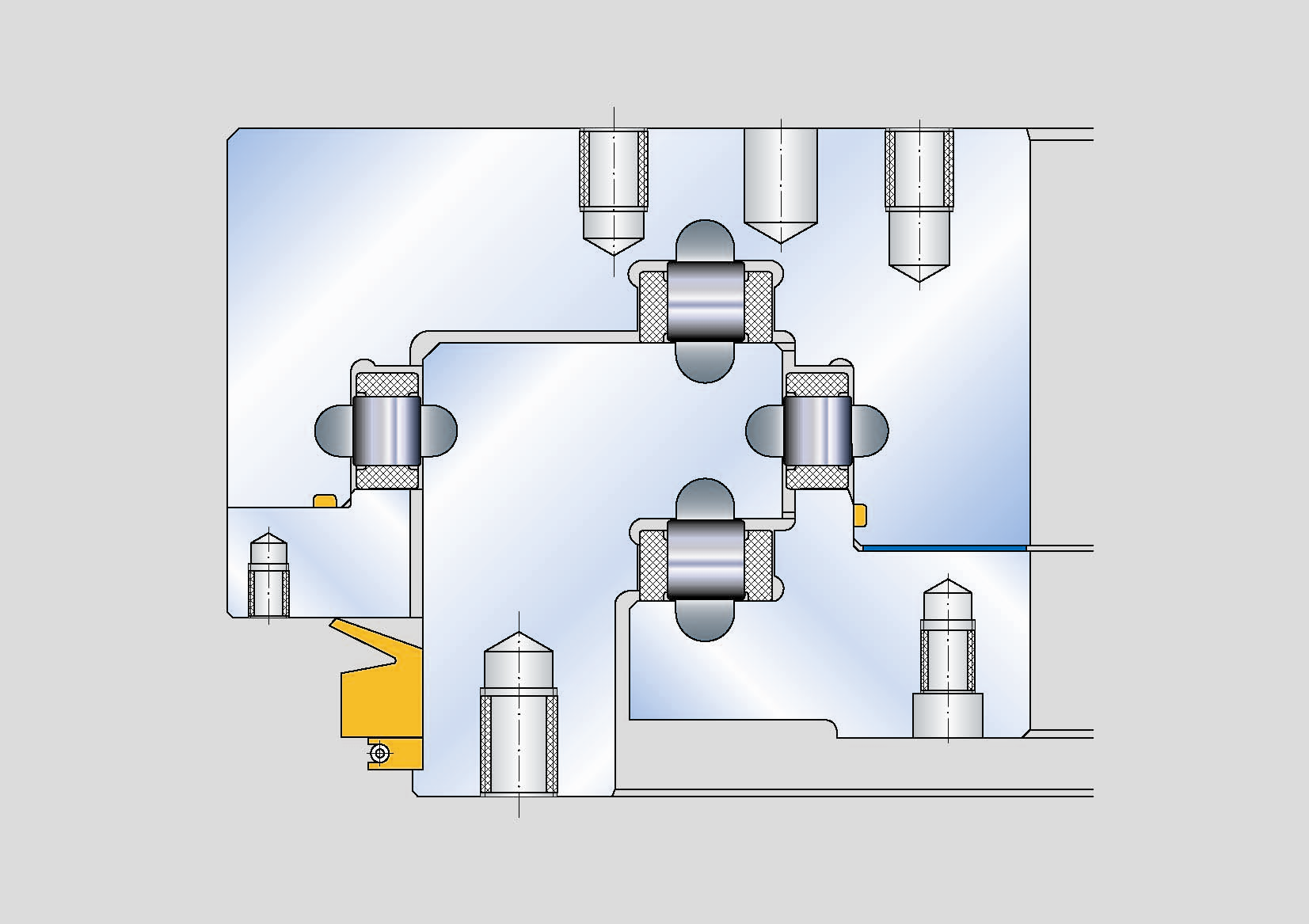
Rodamiento de rodillos de alambre de cuatro hileras.
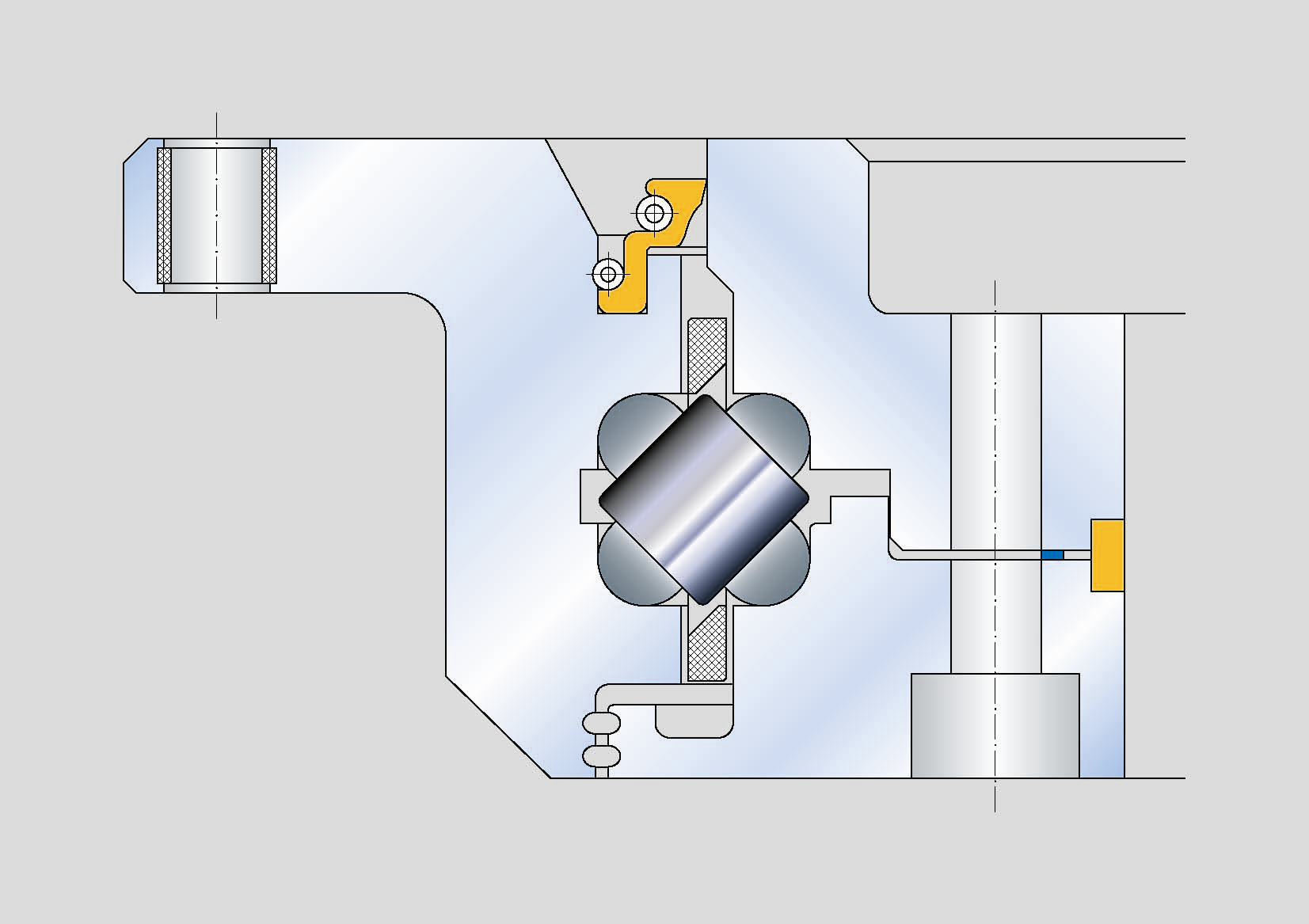
Rodamientos con cercos de alambre de rodillos transversales.
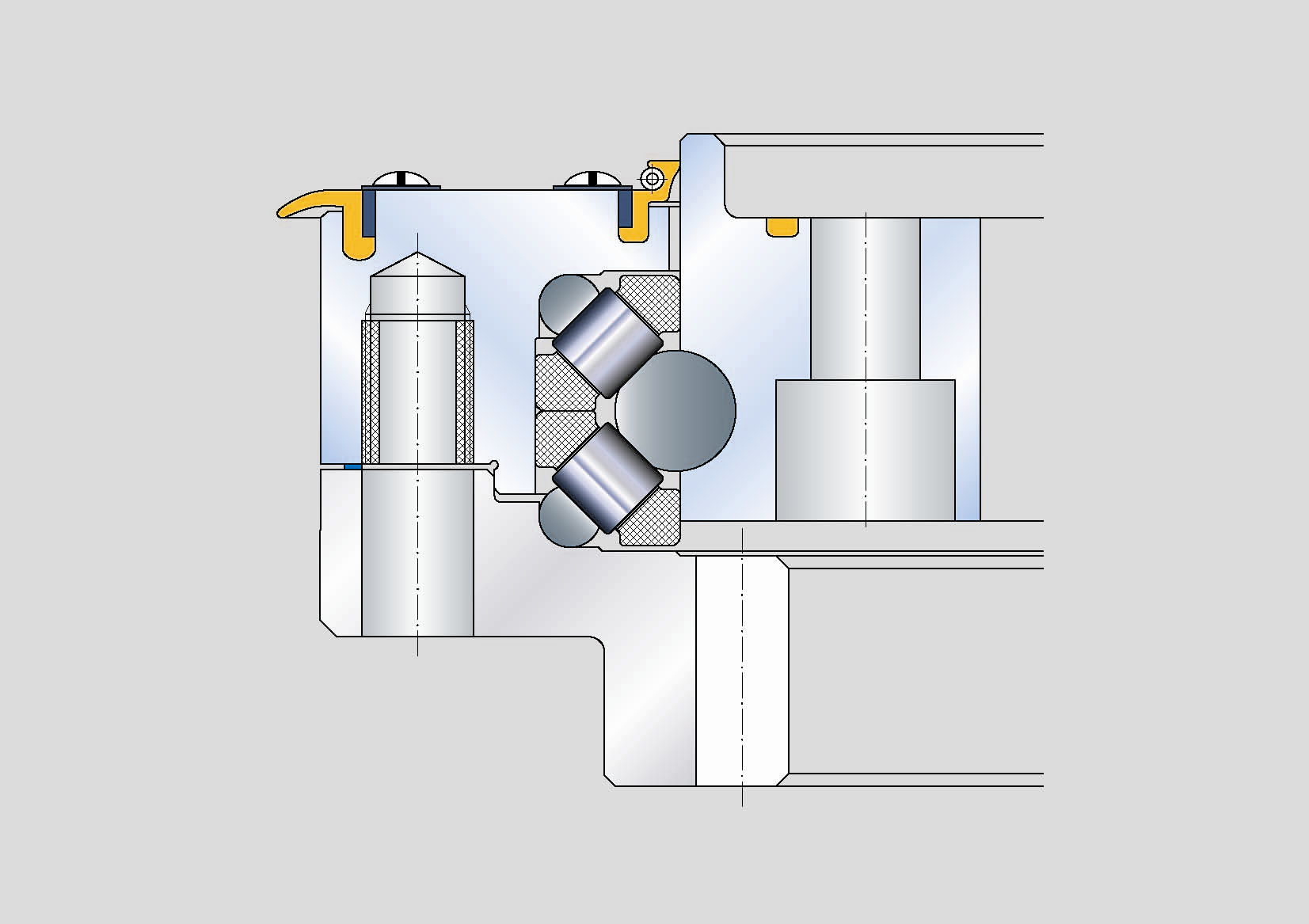
Cojinetes de tres cercos de alambre.
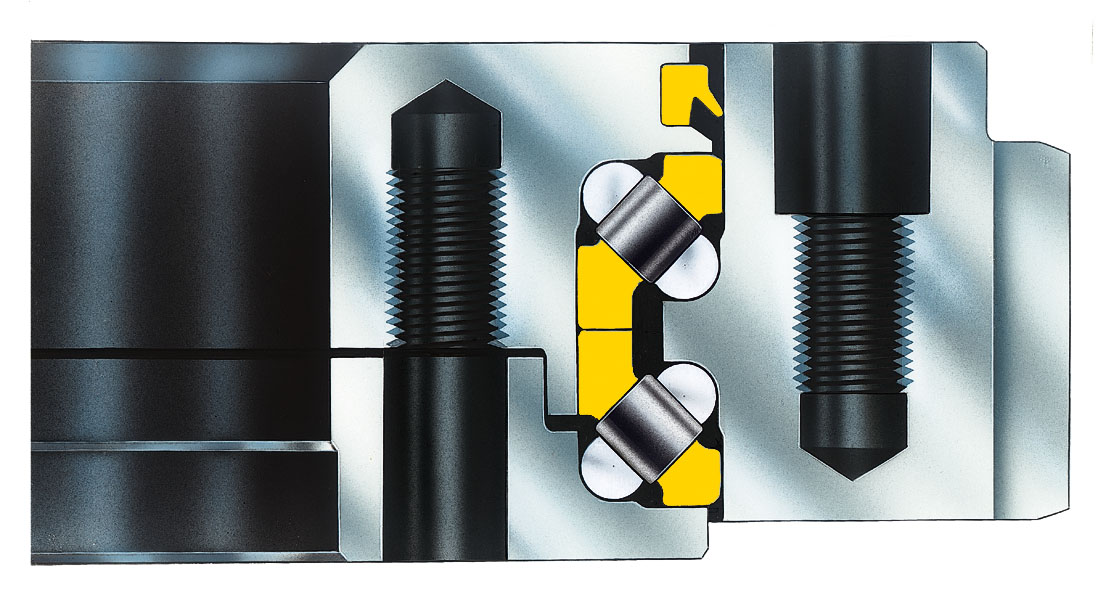
Rodamiento con dos cercos de alambre y rodillos cónicos.